# Atletiek op de Olympische Jeugdzomerspelen 2010
Atletiek is een van de olympische sporten die beoefend werden tijdens de Olympische Jeugdzomerspelen 2010 in Singapore. De atletiekwedstrijden werden beslecht van 17 tot en met 23 augustus in het Bishanstadion. Er waren 36 onderdelen, achttien voor jongens, achttien voor meisjes.

## Deelnemers
De deelnemers moesten in 1993 of 1994 geboren zijn. Het maximaal aantal deelnemers was door het IOC op 680 gesteld.
Per onderdeel konden maximaal zestien atleten zich kwalificeren via vijf continentale kwalificatietoernooien. De verdeling van het aantal plaatsen over de continenten hing af van de prestaties van het continent tijdens de drie voorafgegane wereldjuniorenkampioenschappen atletiek. De overige deelnemers werden aangewezen door het IOC en de wereldatletiekbond, waarbij er voor werd gezorgd dat uiteindelijk elk land ten minste vier sporters kon laten deelnemen aan de Jeugdspelen.
Bij elk onderdeel mocht per land maar één atleet meedoen. Elke atleet mocht maar op één onderdeel uitkomen plus op de wisselestafette. Aan deze estafette mochten alleen atleten meedoen die ook op een individueel nummer uitkwamen. Het totale aantal individuele sporters, bekeken over alle sporten tijdens deze Jeugdspelen, was per land beperkt tot 70.

## Kalender
| Augustus | 14 | 15 | 16 | 17 | 18 | 19 | 20 | 21 | 22 | 23 | 24 | 25 | 26 |
| -------- | -- | -- | -- | -- | -- | -- | -- | -- | -- | -- | -- | -- | -- |
| Atletiek |    |    |    |    |    |    |    | 12 | 12 | 12 |    |    |    |

|  | Competitie |  | Finale |

## Medailles

### Jongens
| Discipline           | Goud            | Goud                                                            | Zilver          | Zilver                                                             | Brons       | Brons                                                           |
| -------------------- | --------------- | --------------------------------------------------------------- | --------------- | ------------------------------------------------------------------ | ----------- | --------------------------------------------------------------- |
| 100 m                | JAM             | Odane Skeen                                                     | JPN             | Masaki Nashimoto                                                   | GBR         | David Bolarinwa                                                 |
| 200 m                | CHN             | Xie Zhenye                                                      | JPN             | Keisuke Homma                                                      | GER         | Patrick Domogala                                                |
| 400 m                | DOM             | Luguelín Santos                                                 | RSA             | Ruan Greyling                                                      | KEN         | Alfas Kishoyan                                                  |
| Wisselestafette *    | BRA DOM JAM USA | Amerika Caio Dos Santos Luguelín Santos Odane Skeen Najee Glass | GBR ITA POL RUS | Europa David Bolarinwa Marco Luperi Tomasz Kluczynski Nikita Uglov | AUS FIJ PNG | Oceanië Nicolas Hough Raheen Williams Lepani Naivalu John Rivas |
| 110 m horden         | AUS             | Nicholas Hough                                                  | CHN             | Wang Dongqiang                                                     | FIN         | Jussi Kanervo                                                   |
| 400 m horden         | CUB             | Norge Sotomayor Lara                                            | IND             | Kumar Dergesh                                                      | KEN         | William Mbevi Mutunga                                           |
| 1000 m               | ETH             | Mohammed Geleto                                                 | QAT             | Hamza Driouch                                                      | GBR         | Charlie Grice                                                   |
| 3000 m               | ERI             | Abrar Osman                                                     | ETH             | Fekru Jebesa                                                       | MAR         | Hicham Sigueni                                                  |
| 2000 m steeplechase  | KEN             | Peter Matheka Mutuku                                            | ETH             | Habtamu Fayisa                                                     | UGA         | Zakaria Kiprotich                                               |
| Verspringen          | BRA             | Caio Dos Santos                                                 | JPN             | Sho Matsubara                                                      | RSA         | Rudolph Pienaar                                                 |
| Hink-stap-springen   | CUB             | Radame Fabar Sanchez                                            | CHN             | Fu Haitao                                                          | BUL         | Georgi Tsonov                                                   |
| Hoogspringen         | ISR             | Dmitry Kroytor                                                  | AUS             | Brandon Starc                                                      | UKR         | Viktor Chernysh                                                 |
| Polsstokhoogspringen | ESP             | Didac Salas                                                     | BRA             | Thiago Braz da Silva                                               | GRE         | T. Chrysanthopoulos                                             |
| Kogelstoten          | POL             | Krzysztof Brzozowski                                            | NZL             | Jackson Gill                                                       | GER         | Dennis Lewke                                                    |
| Discuswerpen         | RSA             | Jacques Du Plessis                                              | IND             | Arjun                                                              | CZE         | Jaromir Mazgal                                                  |
| Speerwerpen          | ARG             | Braian Toledo                                                   | USA             | Devin Bogert                                                       | LAT         | Intars Isejevs                                                  |
| Hamerslingeren       | CHN             | Liu Binbin                                                      | CYP             | Alexandros Poursanidis                                             | HUN         | Balazs Toreky                                                   |
| 10 km snelwandelen   | UKR             | Igor Lyashchenko                                                | ECU             | Oscar Villavincencio                                               | RUS         | Pavel Parshin                                                   |

* De wisselestafette bestaat achtereenvolgens uit een 100 meter-, 200 meter-, 300 meter- en 400 metergedeelte.

### Meisjes
| Discipline           | Goud    | Goud                                                            | Zilver  | Zilver                                                                          | Brons           | Brons                                                        |
| -------------------- | ------- | --------------------------------------------------------------- | ------- | ------------------------------------------------------------------------------- | --------------- | ------------------------------------------------------------ |
| 100 m                | NGR     | Josephiene Omaka                                                | USA     | Myasia Jacobs                                                                   | DOM             | Fany Chalas                                                  |
| 200 m                | NGR     | Nkiruka Florence Nwakwe                                         | BAH     | Tynia Gaither                                                                   | USA             | Olivia Ekpone                                                |
| 400 m                | USA     | Robin Reynolds                                                  | ROU     | Bianca Răzor                                                                    | NGR             | Bukola Abogunloko                                            |
| Wisselestafette *    | BAH USA | Amerika Myasia Jacobs Tynia Gaither Rashan Brown Robin Reynolds | NGR RSA | Afrika Josephine Omaka Nkiruka Florence Nwakwe Bukola Abongunoko Izelle Neuhoff | GER GBR ITA ROU | Europa Sonja Mosler Annie Taylor Anna Bongiorni Bianca Răzor |
| 100 m horden         | RUS     | Ekaterina Bleskina                                              | AUS     | Michelle Jenneke                                                                | SUI             | Noemi Zbaeren                                                |
| 400 m horden         | FRA     | Aurelie Chaboudez                                               | DEN     | Stina Troest                                                                    | UKR             | Olena Kolesnychenko                                          |
| 1000 m               | ETH     | Tizita Ashame                                                   | SUI     | Andrina Schlaepfer                                                              | KEN             | Damaris Muthee                                               |
| 3000 m               | KEN     | Gladys Chesir                                                   | JPN     | Moe Kyuma                                                                       | ERI             | Samrawit Mengisteab                                          |
| 2000 m steeplechase  | KEN     | Virgina Nyambura                                                | ETH     | Tsehnyesh Tsenga                                                                | UKR             | Oksana Ratia                                                 |
| Verspringen          | GER     | Lena Malkus                                                     | ROU     | Alina Routaru                                                                   | USA             | Le'Tristan Pledger                                           |
| Hink-stap-springen   | SWE     | Khadijatou Sagnia                                               | FRA     | Sokhna Galle                                                                    | UKR             | Ganna Aleksandrova                                           |
| Hoogspringen         | RUS     | Maria Koetsjina                                                 | ITA     | Alessia Trost                                                                   | POL             | Aneta Rydz                                                   |
| Polsstokhoogspringen | SWE     | Angelica Bengtsson                                              | AUS     | Elizabeth Parnov                                                                | UKR             | Ganna Shelekh                                                |
| Kogelstoten          | RUS     | Natalia Troneva                                                 | CHN     | Gu Siyu                                                                         | POL             | Anna Wloka                                                   |
| Discuswerpen         | GER     | Shanice Craft                                                   | HUN     | Krisztina Varadi                                                                | SWE             | Heidi Schmidt                                                |
| Speerwerpen          | UKR     | Kateryna Derun                                                  | CUB     | Lismania Munoz Barcelay                                                         | USA             | Hannah Carson                                                |
| Hamerslingeren       | FRA     | Alexia Sedykh                                                   | BLR     | Alena Navahrodskaya                                                             | CHN             | Xia Youlian                                                  |
| 5 km snelwandelen    | ITA     | Anna Clemente                                                   | CHN     | Mao Yanxue                                                                      | RUS             | Nadezda Leontyeva                                            |

* De wisselestafette bestaat achtereenvolgens uit een 100 meter-, 200 meter-, 300 meter- en 400 metergedeelte.

### Medailleklassement
| Plaats | Land                   | NOC    | Goud | Zilver | Brons | Totaal |
| ------ | ---------------------- | ------ | ---- | ------ | ----- | ------ |
| 1      | Kenia                  | KEN    | 3    | 0      | 3     | 6      |
| 2      | Rusland                | RUS    | 3    | 0      | 2     | 5      |
| 3      | China                  | CHN    | 2    | 4      | 1     | 7      |
| 4      | Ethiopië               | ETH    | 2    | 3      | 0     | 5      |
| 5      | Cuba                   | CUB    | 2    | 1      | 0     | 3      |
| 5      | Frankrijk              | FRA    | 2    | 1      | 0     | 3      |
| 7      | Oekraïne               | UKR    | 2    | 0      | 5     | 7      |
| 8      | Duitsland              | GER    | 2    | 0      | 2     | 4      |
| 9      | Nigeria                | NGR    | 2    | 0      | 1     | 3      |
| 9      | Zweden                 | SWE    | 2    | 0      | 1     | 3      |
| 11     | Australië              | AUS    | 1    | 3      | 0     | 4      |
| 12     | Verenigde Staten       | USA    | 1    | 2      | 3     | 6      |
| 13     | Zuid-Afrika            | RSA    | 1    | 1      | 1     | 3      |
| 14     | Brazilië               | BRA    | 1    | 1      | 0     | 2      |
| 14     | Italië                 | ITA    | 1    | 1      | 0     | 2      |
| 16     | Dominicaanse Republiek | DOM    | 1    | 0      | 1     | 2      |
| 16     | Eritrea                | ERI    | 1    | 0      | 1     | 2      |
| 18     | Argentinië             | ARG    | 1    | 0      | 0     | 1      |
| 18     | Israël                 | ISR    | 1    | 0      | 0     | 1      |
| 18     | Jamaica                | JAM    | 1    | 0      | 0     | 1      |
| 18     | Portugal               | POR    | 1    | 0      | 0     | 1      |
| 18     | Spanje                 | ESP    | 1    | 0      | 0     | 1      |
| 23     | Japan                  | JPN    | 0    | 4      | 0     | 4      |
| 24     | India                  | IND    | 0    | 2      | 0     | 2      |
| 24     | Roemenië               | ROU    | 0    | 2      | 0     | 2      |
| 26     | Hongarije              | HUN    | 0    | 1      | 1     | 2      |
| 26     | Zwitserland            | SUI    | 0    | 1      | 1     | 2      |
| 28     | Bahama's               | BAH    | 0    | 1      | 0     | 1      |
| 28     | Cyprus                 | CYP    | 0    | 1      | 0     | 1      |
| 28     | Denemarken             | DEN    | 0    | 1      | 0     | 1      |
| 28     | Ecuador                | ECU    | 0    | 1      | 0     | 1      |
| 28     | Nieuw-Zeeland          | NZL    | 0    | 1      | 0     | 1      |
| 28     | Qatar                  | QAT    | 0    | 1      | 0     | 1      |
| 28     | Wit-Rusland            | BLR    | 0    | 1      | 0     | 1      |
| 35     | Groot-Brittannië       | GBR    | 0    | 0      | 2     | 2      |
| 35     | Polen                  | POL    | 0    | 0      | 2     | 2      |
| 37     | Bulgarije              | BUL    | 0    | 0      | 1     | 1      |
| 37     | Finland                | FIN    | 0    | 0      | 1     | 1      |
| 37     | Griekenland            | GRE    | 0    | 0      | 1     | 1      |
| 37     | Letland                | LAT    | 0    | 0      | 1     | 1      |
| 37     | Marokko                | MAR    | 0    | 0      | 1     | 1      |
| 37     | Oeganda                | UGA    | 0    | 0      | 1     | 1      |
| 37     | Tsjechië               | CZE    | 0    | 0      | 1     | 1      |
| -      | Gemengde landenteams   | MIX    | 2    | 2      | 2     | 6      |
| Totaal | Totaal                 | Totaal | 36   | 36     | 36    | 108    |

Atletiek · Badminton · Basketbal · Boksen · Boogschieten · Gewichtheffen · Gymnastiek · Handbal · Hockey · Judo · Kanovaren · Moderne vijfkamp · Paardensport · Roeien · Schermen · Schietsport · Schoonspringen · Taekwondo · Tafeltennis · Tennis · Triatlon · Voetbal · Volleybal · Wielersport · Worstelen · Zeilen · Zwemmen